# وارنر ميديا
وارنر ميديا (بالإنجليزية: WarnerMedia)‏ كانت شركة إعلامية أمريكية متعددة الجنسيات مقرها في مركز تايم وارنر بمدينة نيويورك.
تعتبر اليوم ثالث أكبر الشبكات التلفزيونية في العالم والتصويرة التلفزيوني وإنتاج برامج الترفيه من حيث الإيرادات (خلف شركة والت ديزني وكومكاست، على التوالي). وفي نفس الوقت تعتبر أكبر تكتل لوسائل الإعلام في العالم.
تم تأسيس شركة تايم وارنر للإعلام عام 1990 من خلال اندماج شركة «تايم Time Inc» وشركة ورانر للاتصالات.
تساهم حاليا بشكل كبير في مجالات السينما والتلفزيون، مع كمية محدودة من عمليات نشر الكتب المصورة على وجه التحديد.
ومن بين الشركات التابعة لها هي «سينما نيو لاين»، "HBO"،سي إن إن، «نظام تيرنر للبث»، «شبكة التلفزيون CW»، "وارنر بروس"«، WB أطفال»، «كارتون نتورك»، «بوميرانج»، السباحة للكبار، «دي سي كوميكس»، «وارنر بروس للرسوم المتحركة»، و«شبكة استوديوهات الكرتون»، «حنا -باربارا»، و«كاسل روك للترفيه».
في 14 يونيو 2018، أعيدت تسمية «تايم وورنر» باسم «وارنر ميديا».
في مايو 2021، أعلنت أي تي آند تي عن اقتراحها لدمج شركتها الإعلامية وارنر ميديا مع شركة ديسكفري تمت الموافقة على الصفقة من قبل المفوضية الأوروبية في ديسمبر 2021 وتم الانتهاء منها في 8 أبريل 2022، لتشكيل شركة وارنر برذرز. ديسكفري.

## وصلات خارجية
- الموقع الرسمي